# Kremlin Cup 2008
Der Kremlin Cup 2008 war ein Tennisturnier der WTA Tour 2008 für Damen und ein Tennisturnier der ATP Tour 2008 für Herren im Olimpijski in Moskau und fand zeitgleich vom 4. bis 12. Oktober 2008 statt.

## Herrenturnier
→ Qualifikation: Kremlin Cup 2008/Herren/Qualifikation

## Damenturnier
→ Qualifikation: Kremlin Cup 2008/Damen/Qualifikation